# Attenti a quei due napoletani
Attenti a quei due napoletani, conosciuto anche come Sabotaggio a Napoli, è un film italiano del 1980 diretto da Mario Gariazzo (Roy Garret).

## Trama
Due agenti dei servizi segreti vanno in missione a Napoli.

## Distribuzione
Secondo Roberto Poppi, autore di libri sulla storia del cinema, il film è uscito soltanto a Napoli.